# هم‌رزمان: زمان دوبرابر
«هم‌رزمان: زمان دوبرابر» (انگلیسی: Brothers in Arms: Double Time) یک بازی ویدئویی در سبک تیراندازی اول شخص است که توسط یوبی‌سافت و در سال ۲۰۰۸ و در پلت‌فرم‌های وی و مک‌اواس منتشر شده‌است.